# Festival international du film de Rhode Island

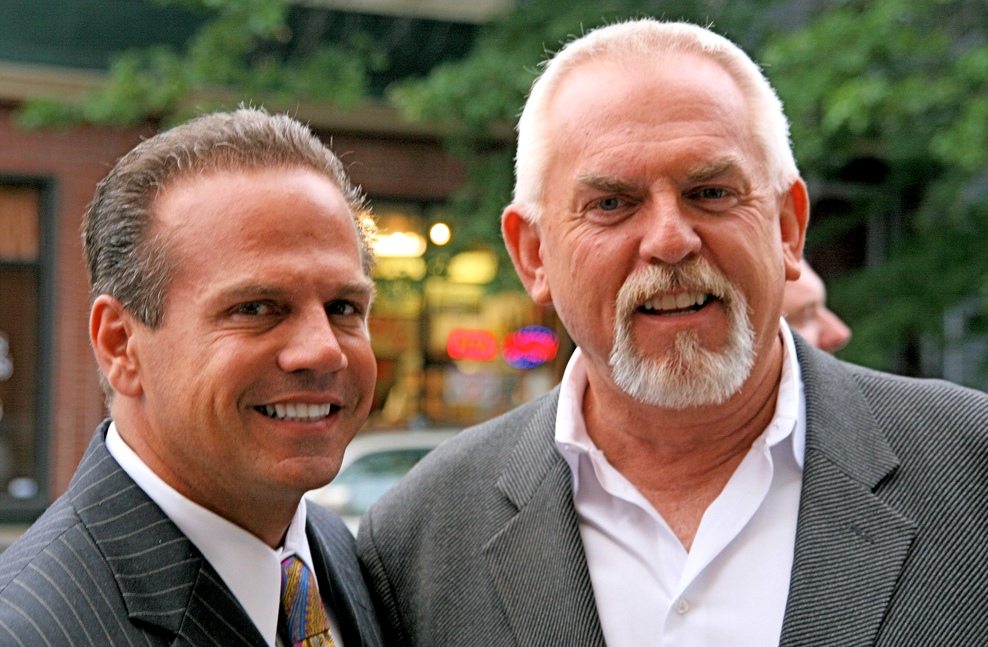
David Cicilline et John Ratzenberger au festival 2008.

Le Festival international du film de Rhode Island (Flickers Rhode Island International Film Festival, RIIFF) est un festival de cinéma qui a lieu chaque année à Providence et Newport, dans l'État de Rhode Island, ainsi que dans plusieurs lieux satellites dans tout l'État.

## Histoire
Lancé en 1997, le festival est produit par Flickers, the Newport Film/Video Society & Arts Collaborative, un organisme à but non lucratif créé en 1981. Le Festival est créé par George T. Marshall, le fondateur du Flickers Arts Collaborative. Il est directeur général/PDG du Festival depuis sa création. Shawn Quirk en est le directeur de la programmation, J. Scott Oberacker, Ph.D., est le directeur de la sensibilisation éducative, Timothy Haggerty est le directeur technique, Katie Reaves, Mary McSally et Reshad Kulenovic sont les directeurs du programme éducatif, Lawrence J. Andrade est conseiller exécutif et directeur des ressources humaines, Michael Drywa, Esq., est le président du conseil.
Le RIIFF est un festival de qualification pour les Oscars depuis 2002. 
En 1998, il a accueilli la première mondiale du film des frères Farrelly, Mary à tout prix (There's Something About Mary),. Le festival attire plus de 45 000 personnes chaque année ainsi qu'une forte présence de cinéastes qui assistent à son événement principal chaque août et à son événement satellite de films d'horreur en octobre. En 2018, le Festival a projeté 295 films dont 84 étaient des premières mondiales et américaines.
En 2010, le Festival a été désigné comme hôte d'Oscar Night America à Rhode Island, qu'il continue d'accueillir chaque année. En 2014, cet événement a été rebaptisé "Red Carpet Experience: Providence" et se poursuit chaque année.